# Mancomunitat de Mariola
La mancomunitat de Mariola és una mancomunitat de municipis del Comtat. Aglomera 11 municipis i 11.862 habitants, en una extensió de 162,60 km². En 2012 la mancomunitat era presidida per Rafael Climent, del Bloc Nacionalista Valencià i alcalde de Muro. Les seues competències són únicament en matèria de serveis socials.
Els pobles que formen la mancomunitat són:
- Agres
- Alcosser de Planes
- Alfafara
- Almudaina
- l'Alqueria d'Asnar
- Beniarrés
- Benillup
- Benimarfull
- Gaianes
- l'Orxa
- Muro